# Gaj Oławski
Gaj Oławski (niem. Goy, 1937–1945 Göllnerhain) – wieś w Polsce położona w województwie dolnośląskim, w powiecie oławskim, w gminie Oława.

## Podział administracyjny
W latach 1954–1959 wieś należała i była siedzibą władz gromady Gaj Oławski, po jej zniesieniu w gromadzie Godzinowice. W latach 1975–1998 miejscowość administracyjnie należała do województwa wrocławskiego.

## Zabytki
Do wojewódzkiego rejestru zabytków wpisany jest:
- kościół filialny pw. Świętej Trójcy, z 1827 r.

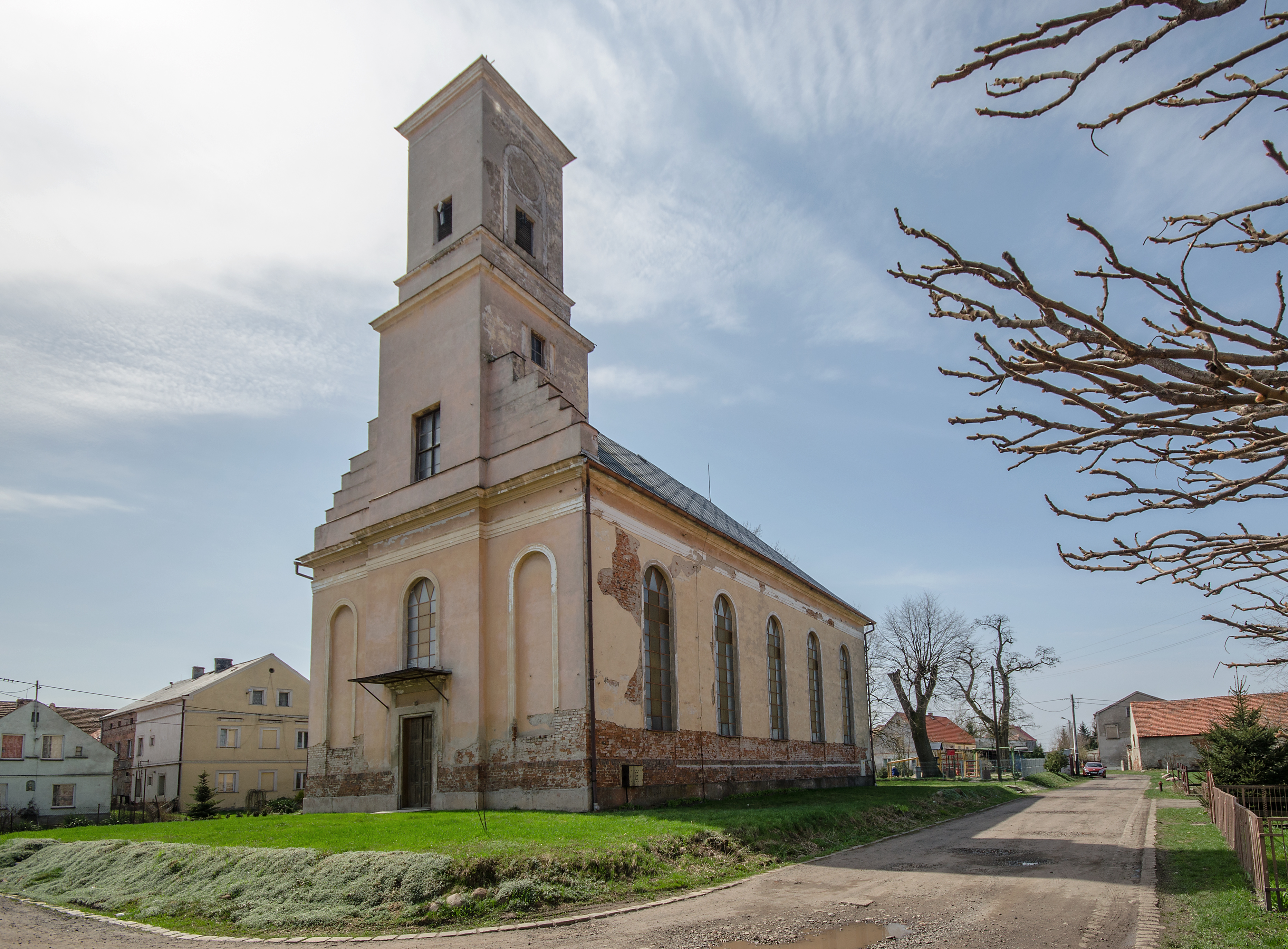
Kościół pw. Świętej Trójcy
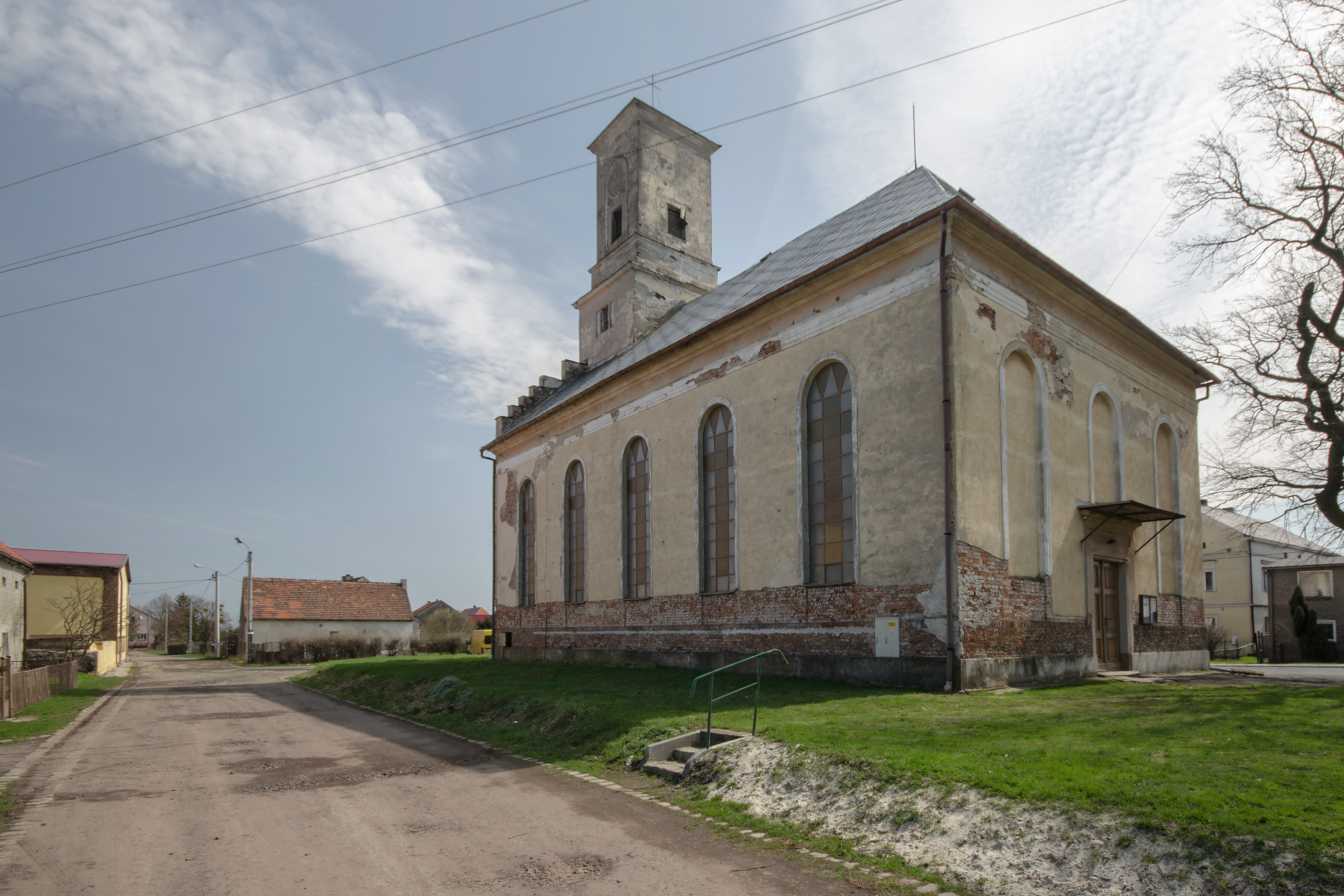
Kościół pw. Świętej Trójcy